# 아라하라촌
아라하라촌(現原村)은 이바라키현 나메가타군에 일찍이 존재했던 촌이다.

## 역사
- 1889년 4월 1일 - 정촌제 시행에 의해 기타카타군 아라하라촌이 성립하였다.
- 1955년 1월 1일 - 다마쓰쿠리정, 데가촌, 다치바나촌, 다마가와촌과 합병해, 새로운 다마쓰쿠리정이 성립하여, 동일 아라하라촌은 폐지되었다.

## 인구
| 1891년 | 1,294 |
| 1920년 | 1,858 |
| 1935년 | 2,025 |
| 1950년 | 2,621 |

## 교통

### 철도
- 가시마 산구철도 (→ 간토철도 → 가시마 교통)
  - 가시마 철도선

※가시마 철도선은 2007년 4월 1일에 폐지

## 참고문헌
- 角川日本地名大辞典編纂委員会『가도카와 일본 지명 대사전 8 茨城県』、가도카와 쇼텐、1983年 ISBN 4-04-001080-9